# 若竹 (寄席)
若竹（わかたけ）は、東京都江東区東陽で円楽一門会が経営・使用していた寄席である。

## 概要

### 開設に至る経緯
1978年に落語協会を脱会した六代目三遊亭圓生が、ほとんどの一門弟子や孫弟子と共に落語三遊協会を設立したが、翌1979年9月3日に圓生が急死したことから落語三遊協会は自然消滅し、翌1980年2月1日に総領弟子五代目三遊亭圓楽を除く、六代目三遊亭圓窓、三遊亭圓彌、三遊亭圓丈などは落語協会に復帰した。
圓楽は1980年に大日本落語すみれ会（1985年に落語円楽党、1990年に円楽一門会に改名）を創立したが、圓楽一門は浅草演芸ホール、鈴本演芸場、新宿末廣亭、池袋演芸場の都内の定席寄席に出演することが出来ないため、圓楽は弟子達の稽古場を設けるため自らの私財を投げ打ち、1億4千万円の借入金（総額6億円以上）をして1985年3月11日に「寄席若竹」をオープンした。若竹が入居する「若竹ビル」は6階建（実質5階建）で、2～3階のスペースに「寄席若竹」が内包された。当初の計画では1階に五代目圓楽の実弟が経営する書店（落語や演芸関係の書籍を中心に取り扱う）とレストラン喫茶、他のスペースにはテナント分と円楽党の芸人が所属するマネジメント事務所「星企画」の新事務所などが入居する予定となっていた。
寄席のオーナーを席亭と呼ぶが、江戸時代に始まる落語の歴史上、一落語家が席亭を兼ねることは、極めて稀である。
席数は163席。基本は昼の定席興行（1か月を10日ずつ上席・中席・下席）で円楽党所属の噺家のほか、色物芸人が出演した。夜は大学の落語研究会（落研）などアマチュア落語家団体も含めて貸席での営業となった。
圓楽の高弟かつ真打に当たる三遊亭鳳楽・三遊亭好楽・三遊亭圓橘・三遊亭楽太郎・三遊亭金也は、圓楽の命令で若竹でそれぞれ一か月に2～3回の独演会を開催していた。弟子にもかかわらず会場の使用料を一回につき6万円払わせていたため、落語協会の落語家からは陰で「寄席を作った上に弟子から上納金を取ってやがる」と言われていたという。
円楽党以外の落語家にも門戸を開放しており、落語芸術協会・落語立川流の落語家も賛助会員として定席興行にも出演しており、特に芸協の四代目春雨や雷蔵と立川流の立川ぜん馬は定席の常連出演者となっていた。これらの賛助会員には「割」（出演給）は若干上乗せされて支払われていたとされる。また当時、鈴本演芸場・池袋演芸場と絶縁状態になっていた芸協も、これらの寄席の代替として「落語芸術協会の夕べ」と銘打った落語会を頻繁に開催していた。若竹としてはすべての落語家に門戸は開放していたスタンスであったが、落語協会のスタンスとしては例外を除き、所属落語家の若竹への出演を禁じていた。
若竹オープン時、立川談志は「成功は半分の可能性、下手すると半分以下」と分析している。
開館直後の1985年4月には、当時、五代目圓楽が司会をしていた『笑点』（日本テレビ）の公開録画が放送され（4月7日、14日放送）、年に何度か若竹で公開収録が行われていた。同じ1985年にはNHK『演芸指定席』で円楽と同じく落語協会退会後に通常の寄席定席に出演できなくなった立川談志が「お化長屋」を若竹で収録、放送された。1988年には圓楽の弟子の好楽の『笑点』復帰の場所となった（4月3日放送）。
借金をして若竹を建設したため、『笑点』の「大喜利」ではメンバーの桂歌丸や弟子の楽太郎などから「（若竹は）借金まみれ」「（若竹の）借金を踏み倒す（返さない、払わない）」「借金を（早く）返せ!（払え!）」「借金で首が回らない」「(バスガイドに扮して)皆さま、あちらをご覧くださいませ、若竹跡地でございます」などとネタにされた。

### 閉鎖とその後
若竹は、前述の演芸場とは違いターミナル駅から遠く、立地条件に恵まれなかった。一門会所属の鳳楽や圓橘によれば、それでも開館から3か月程の間は平日の昼の定席でも20～30人ほどの常連客が付き、土休日には新たな寄席ファンが若竹にやってきて、ほぼ満席の状態が続いたという。しかし、その後、圓楽の弟子達は営業の仕事を優先するようになり、若竹の出番をしばしば休演した。圓楽自身も莫大な負債を返済するため、テレビ番組の出演や全国を講演会に回ることで若竹の高座を務めることが難しくなった。これらの理由で若竹の集客数は振るわず、1989年11月25日に閉場となった。
閉場の記者会見は1989年11月9日、若竹の高座に一門の弟子を集めて行われたが、午後10時過ぎに始まり翌日午前1時半過ぎに終わるという異例の会見となった。最終日の25日は五代目圓楽が『芝浜』を披露し万感の思いで終幕を飾った。
閉鎖後、「大喜利」の座布団10枚の賞品としてパラオに「第2若竹」を建設するという企画が放送されたことがある（獲得者は三遊亭小遊三。1999年6月20日・27日放送。小遊三が現地の人に落語を演じるものだった）。
現在、円楽一門会が定席として使用している寄席はお江戸両国亭（永谷商事所有）であり、原則毎月1日から15日まで定席興行を行っている。

## 関連商品
- CD『5代目三遊亭圓楽 芝浜 -寄席 若竹 最後の日-』（フォンテック、2010年3月21日発売）